# Tauraco erythrolophus
Tauraco erythrolophus là một loài chim trong họ Musophagidae. Chúng là loài đặc hữu của miền tây Angola. Nó có tiếng kêu hơi giống một con khỉ.